# دول الشمال
دول الشَّمال كما تُعرف باسم البلدان النوردية هو اسم يُطلق على منطقة جغرافية تمتدُّ عبر شمال أوروبا وشمال المحيط الأطلسي، تضم دول آيسلندا والدنمارك والسويد وفنلندا والنرويج، بالإضافة إلى المناطق التي تتبع لهذه الدول وهي أولاند وغرينلاند وجزر الفارو. يُستخدم مصطلح إسكندنافيا أحياناً في اللغة الإنكليزية للإشارة إلى دول الشمال، على الرغم من أنه يستنثى غرينلاند وغالباً ما تُقصد به الإشارة إلى دول الدنمارك والسويد والنرويج فقط.
تتشارك دول المنطقة الخمس ومناطقها ذاتية الحكم الثلاث تاريخاً واحداً، كما أن شعوبها ذات تقاليد ووثقافات متشابهة ومتقاربة، ويَشمل ذلك أنظمتها السياسية والاجتماعية المُختلفة. على الرغم من عدم تمثيل دول الشمال كياناً واحداً سياسياً، إلا أنها تعمل معاً بشكل مشترك في ما يُسمَّى مجلس الشمال. يَبلغ إجمالي عدد سكان دول الشمال 25 مليون نسمة، يَقطنون على أرض تمتد عبر 3.5 كم² (وتشغل غرينلاند وحدها 60% تقريباً من هذه المساحة).
على الرغم من أن المنطقة لا تملك رابطة لغوية موحدة، حيث تنقسم فيما بينَ ثلاث مجموعات مختلفة وغير مرتبطة ببعضها من اللغات، فإن التراث اللغوي الموحد بين هذه الدول هو أحد السمات الإضافية للدول الشمالية. فاللغات الإسكندنافية القارية (الدنماركية والسويدية والنرويجية) تُعد مفهومة تبادلياً. تُدرِّس هذه اللغات في مدارس دول الشمال المُختلفة، فعلى سبيل المثال تعد اللغة السويدية مادة دراسية إلزامية في فنلندا لطلاب المدارس، كما أن اللغة الدنماركية إلزامية هي الأخرى في المدارس الآيسلندية والغرينلاندية والفاروية. ولهذه الأسباب، فإن اللغات الإسكندنافية القارية الثلاث تعتبر لغات التواصل المشترك لكافة دول الشمال. وبالإضافة إلى ذلك فإن اللغات الإسكندنافية الجزرية (الفاروية والآيسلندية) تنتمي كلاها جنباً إلى جنب مع اللغات القارية الثلاث إلى مجموعة اللغات الهندية الأوروبية، وأما اللغة الفينيَّة ولغة السامي اللتين تتحدثان في السويد وفنلندا وشمال النرويج فهما تنتميان إلى اللغات الأورالية، فيما أن الغرينلاندية فهي وحدها تنتمي إلى مجموعة اللغات الإسكيمو أليوتية. دينيًا تهيمن البروتستانتية اللوثرية على كافة دول الشمال.

## تسميات دول الشمال وإسكندنافيا
عادة ما يُستَخدم مصطلح إسكندنافيا للإشارة إلى هذه المنطقة الجغرافية في دول السويد والنرويج والدنمارك وحدها، لكن في المُقابل يُستخدم مصطلح دول الشمال بدلاً منه في فنلندا وآيسلندا فضلاً عن تلك الدول الثلاث نفسها والمناطق التابعة لها (أولاند وغرينلاند وجزر الفارو). وهكذا فمن المُمكن اعتبار إسكندنافيا تقسيماً ثانوياً لمنطقة دول الشمال. كما يُشار أيضاً إلى إسكندنافيا جنباً إلى جنب مع فنلندا وكاريليا باسم فينوسكانديا، مع استثناء الدنمارك والمناطق التابعة لها، لكن مع ذلك فإن استخدام هذا المصطلح محدود بشكل رئيسي في علم الجيولوجيا، عند الحديث عن الدرع الفينوسكاندي.
تضمُّ دول الشمال الدول الآتية:
- الدنمارك (ملكية دستورية مع نظام برلماني).
- النرويج (ملكية دستورية مع نظام برلماني، مستقلة منذ عام 1905).
- السويد (ملكية دستورية مع نظام برلماني).
- فنلندا (جمهورية برلمانية، مستقلة منذ عام 1917).
- آيسلندا (جمهورية برلمانية، مستقلة منذ عام 1918).

بالإضافة إلى مناطق الحكم الذاتي التابعة لها:
- جزر أولاند (خاضعة لسيادة فنلندا، ومنطقة حكم ذاتي منذ عام 1948).
- جرينلاند (خاضعة لسيادة الدنمارك، ومنطقة حكم ذاتي منذ عام 1979).
- جزر فارو (خاضعة لسيادة الدنمارك، ومنطقة حكم ذاتي منذ عام 1920).

## لمحة تاريخية

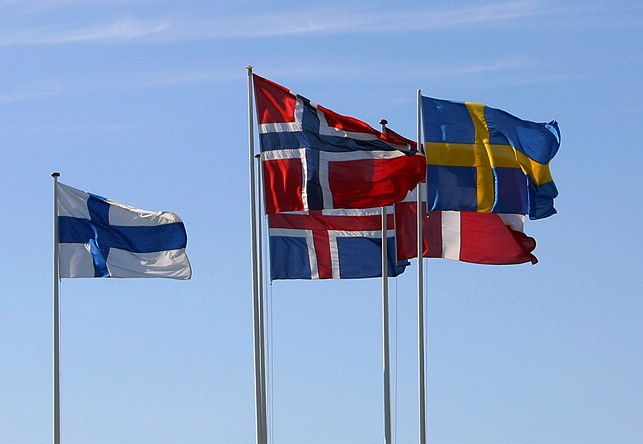
أعلام دول الشمال

### التاريخ المبكر والعصور الوسطى
لم يبق سوى أدلة قليلة على العصر الحجري أو البرونزي أو الحديدي في دول الشمال، باستثناء عدد محدود من الأدوات المصنوعة من الحجر والبرونز والحديد، وبعض المجوهرات والحلي، ورجوم الدفن الحجرية. ولكن، توجد إحدى المجموعات الهامة التي تعتبر مجموعة واسعة وغنية من الرسومات الحجرية والمعروفة بنقوش ما قبل التاريخ. يعرف أن القوط، المنحدرين من جنوب إسكندنافيا والمنقسمين لاحقًا إلى قوط غربيين وقوط شرقيين، كانوا أحد الشعوب الجرمانية التي ارتبطت لاحقًا بسقوط الإمبراطورية الرومانية الغربية وظهور أوروبا في القرون الوسطى. ومع ذلك، اكتسب هؤلاء الثقافة اللاتينية في روما.
أصبحت بلدان الشمال الأوروبي على اتصال دائم مع بقية أوروبا لأول مرة في خلال عصر الفايكنج. كان جنوب فنلندا والأجزاء الشمالية من السويد والنرويج مناطق يتاجر فيها الفايكنج ويغيرون منها غالبًا، في حين وقعت المستوطنات الدائمة للفايكنج في منطقة الشمال في جنوب النرويج والسويد والدنمارك وفارو بالإضافة إلى أجزاء من آيسلندا وغرينلاند وإستونيا. ردت أوروبا المسيحية على غارات الفايكنج وغزواتهم بعمل تبشيري مكثف. أراد المبشرون أن يحكم الملوك المسيحيون المناطق الجديدة ليساعدوا في تقوية الكنيسة. بعد التحول إلى المسيحية في القرن الحادي عشر، ظهرت ثلاث ممالك شمالية في المنطقة: الدنمارك والنرويج والسويد. أصبحت آيسلندا في البداية دولة كومنولث قبل أن تخضع للحكم النرويجي في أوائل القرن الثالث عشر. هدفت العديد من القوى العلمانية إلى إخضاع فنلندا لحكمها، ولكن أسس الحكم السويدي تدريجيًا في منطقة، بفضل الحملة الصليبية السويدية الثانية والثالثة في الجزء الأخير من القرن الثالث عشر واستعمار السويديين المسيحيين بعض المناطق الساحلية لفنلندا.
ازداد اندماج دول الشمال في أوروبا في خلال العصور الوسطى بفضل التجارة المتزايدة، وأصبح المجتمع الشمالي أكثر قارية. عززت الملكيات مواقعها في القرنين الثاني عشر والثالث عشر عن طريق فرض الضرائب على الفلاحين، وظهرت طبقة من النبلاء. وبحلول أواخر العصور الوسطى، كانت المنطقة الشمالية بأكملها موحدة سياسيًا في اتحاد كالمار الضعيف. أدت المصالح المتباينة، وخاصةً استياء السويد من الهيمنة الدنماركية، إلى نشوب صراع أعاق الاتحاد منذ ثلاثينيات القرن الخامس عشر فصاعدًا حتى حله النهائي في عام 1523. بعد الانحلال، شكلت الدنمارك والنرويج، بما في ذلك آيسلندا، اتحادًا شخصيًا لمملكتين دعي الدنمارك-النرويج، وبدأت في ذلك الوقت الفترة الناجحة لملوك فاسا في السويد وفنلندا. لعب الإصلاح اللوثري دورًا رئيسيًا في إنشاء الدول الحديثة المبكرة في الدنمارك والنرويج والسويد.

### العصر الحديث المبكر والتصنيع
نجحت السويد للغاية في خلال حرب الثلاثين عامًا، في حين فشلت الدنمارك. ووجدت السويد فرصة لتغيير القوة في المنطقة. إذ امتلكت الدنمارك-النرويج منطقة مهددة أحاطت بالسويد وكانت الرسوم المستحقة مصدر إزعاج مستمر للسويديين. في عام 1643، قرر مجلس الملكة الخاص السويدي تحقيق مكاسب إقليمية سويدية في حرب نهائية ضد الدنمارك والنرويج للحصول على فرص جيدة. بعد ذلك بوقت قصير، غزت السويد الدنمارك-النرويج.
انتهت الحرب بانتصار السويديين كما كان متوقعًا واضطرت الدنمارك-النرويج بموجب معاهدة برومسيبرو في عام 1645 إلى التنازل عن بعض أراضيها، بما فيها أراضي يمتلاند وهريدالن وإدري وسيرنا النرويجية، بالإضافة إلى جزر غوتلاند وأوسيل الدنماركية في بحر البلطيق. وهكذا بدأت حرب الثلاثين عامًا في صعود السويد كقوة عظمى، في حين كانت بداية تراجع الدنماركيين.
لعبت منطقة الشمال دورًا رئيسيًا في السياسة الأوروبية على أعلى مستوى إلى حد ما في القرن السادس عشر وبشكل مؤكد في القرن السابع عشر. احتدم الصراع من أجل السيطرة على بحر البلطيق والفرص التجارية المتاحة فيه بين الدنمارك-النرويج والسويد، وبدأ الصراع يؤثر على الدول المجاورة. انتصرت السويد على المدى الطويل وأصبحت قوة أوروبية كبرى، إذ وسعت نفوذها إلى المناطق الساحلية في روسيا المعاصرة وإستونيا ولاتفيا وفي بوميرانيا أيضًا -بعد حرب الثلاثين عامًا- ومناطق أخرى في شمال ألمانيا. احتلت السويد أيضًا مناطق شاسعة من الدنمارك-النرويج في خلال الحروب الشمالية في منتصف القرن السابع عشر. وخاضت السويد أيضًا نزاعات عديدة مع روسيا على فنلندا والمناطق الشرقية الأخرى من البلاد وبعد الحرب الشمالية الكبرى (1700-1721) فقدت السويد معظم أراضيها خارج الحدود السويدية القديمة لروسيا التي أصبحت بعد ذلك القوة الرئيسية الجديدة في شمال أوروبا.
بعد الحروب النابليونية (1803-1815)، تغيرت الخريطة السياسية لدول الشمال مرة أخرى. غزت الإمبراطورية الروسية في عام 1809 فنلندا من السويد في الحرب الفنلندية، وبعد ذلك أصبحت فنلندا دوقية فنلندا الكبرى المستقلة. وفي المقابل، استولت السويد على النرويج من الدنمارك في عام 1814 في الحرب السويدية-النرويجية وبدأت اتحادًا بين السويد والنرويج. أصبحت آيسلندا وجزر فارو وغرينلاند، التي أعيد استعمارها في القرن الثامن عشر، دنماركية. أدى النمو السكاني والتصنيع إلى إحداث تغيير في بلدان الشمال خلال القرن التاسع عشر، وقادت الطبقات الاجتماعية الجديدة الأنظمة السياسية نحو الديمقراطية. وضعت السياسة الدولية والقومية أيضًا الشروط المسبقة لاستقلال النرويج في وقت لاحق في عام 1905 وفنلندا في عام 1917 وآيسلندا في عام 1944.

### العصر الحديث المتأخر والعصر المعاصر
اضطرت دول الشمال الخمس الصغيرة في أثناء الحربين العالميتين والحرب الباردة، إلى القيام بأعمال موازنة صعبة، لكنها احتفظت باستقلالها وطوّرت ديمقراطيات سلمية. كانت دول الشمال الأوروبي محايدة خلال الحرب العالمية الأولى، لكنها لم تستطع الانفصال عن السياسة العالمية في خلال الحرب العالمية الثانية. هاجم الاتحاد السوفيتي فنلندا في عام 1939 وتنازلت فنلندا عن أراضيها في أعقاب حرب الشتاء. في عام 1941، شنت فنلندا ضربة انتقامية بالتزامن مع الهجوم الألماني على الاتحاد السوفيتي. ولكنها فقدت المزيد من الأراضي واستندت السياسة الخارجية الفنلندية لسنوات عديدة قادمة إلى استرضاء الاتحاد السوفيتي، ولكن احتفظت فنلندا بشكلها الديمقراطي في الحكم. احتلت ألمانيا الدنمارك والنرويج في عام 1940. ورد الحلفاء باحتلال آيسلندا وجزر فارو وغرينلاند. تمكنت السويد رسميًا من الحفاظ على حيادها في صراع المحور/الحلفاء وتجنب الأعمال العدائية المباشرة، لكنها تكيفت عمليًا مع رغبات القوة المهيمنة - ألمانيا أولًا، ثم الحلفاء لاحقًا. ولكن، في خلال حرب الشتاء بين فنلندا وروسيا في 1939-1940، دعمت السويد فنلندا وأعلنت نفسها «غير مقاتلة» بدلًا من كونها محايدة.

## معرض صور

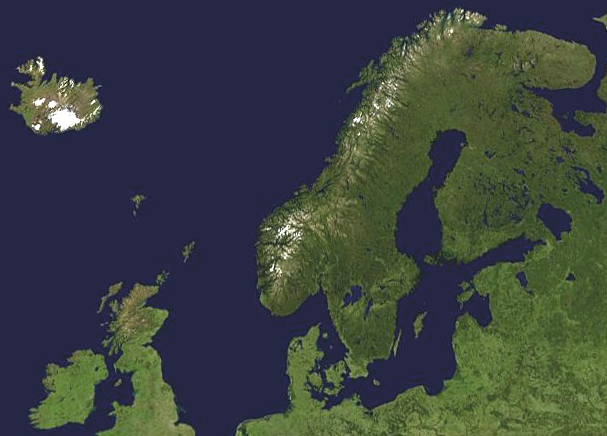
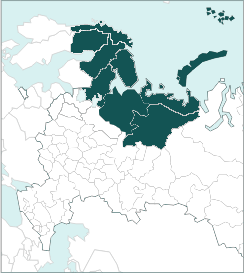

## السكان

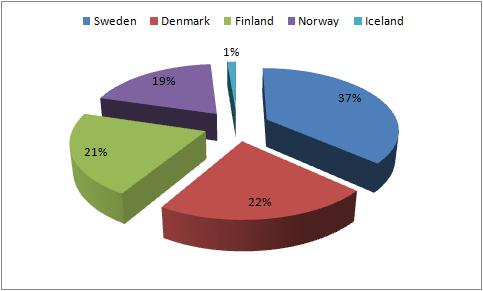
يُمثل سكان السويد 40% تقريباً من مجمل سكان دول الشمال، فيما لا تمثل آيسلندا سوى أقل من 2%. وأما الدول الثلاث الأخرى فكل منها يُمثل نسبة 20% تقريباً، وهي النرويج والدنمارك وفنلندا.

| اسم الدولة | عدد السكان (2011) | المصدر | العاصمة  |
| ---------- | ----------------- | ------ | -------- |
| السويد     | 9,433,875         | [ 7 ]  | ستوكهولم |
| الدنمارك   | 5,564,219         | [ 8 ]  | كوبنهاغن |
| جرينلاند   | 56,615            | [ 9 ]  | نوك      |
| جزر فارو   | 48,596            | [ 10 ] | تورسهافن |
| فنلندا     | 5,397,874         | [ 11 ] | هلسنكي   |
| جزر أولاند | 27,734            | [ 12 ] | ماريهامن |
| النرويج    | 4,954,661         | [ 13 ] | أوسلو    |
| آيسلندا    | 318,452           | [ 14 ] | ريكيافيك |
| الإجمالي   | 25,779,428        | [ 15 ] | -        |